# Самарський район (Казахстан)
Сама́рський район (каз. Самар ауданы, рос. Самарский район) — адміністративна одиниця у складі Східноказахстанської області Казахстану. Адміністративний центр — село Самарське.

## Населення
Населення — 12302 особи (2021; 16304 у 2009, 21294 у 1999, 24572 у 1989).

## Історія
Самарський район був утворений 1929 року, центром стало село Велика Буконь. 1930 року район був розділений на дві частини — Самарський район з центром у селі Самарське та Кокпектинський район з центром у селі Кокпекти. 23 травня 1997 року Самарський район був ліквідований, територія увійшла до складу Кокпектинського району.
3 травня 2022 року Самарський район був відновлений шляхом виділення зі складу Кокпектинського району.

## Склад
До складу району входять 8 сільських округів:
| Поселення                      | Площа, км² | Населення, осіб (1989) | Населення, осіб (1999) | Населення, осіб (2009) | Населення, осіб (2021) | Центр       | Населені пункти |
| ------------------------------ | ---------- | ---------------------- | ---------------------- | ---------------------- | ---------------------- | ----------- | --------------- |
| Аккалинський сільський округ   | -          | 2314                   | 2125                   | 1560                   | 1088                   | Аккала      | 4               |
| Бастаушинський сільський округ | -          | 1972                   | 1878                   | 1403                   | 976                    | Бастауші    | 2               |
| Кулинжонський сільський округ  | -          | 2193                   | 2058                   | 1539                   | 1271                   | Кулинжон    | 2               |
| Мариногорський сільський округ | -          | 2265                   | 1944                   | 1275                   | 820                    | Мариногорка | 3               |
| Миролюбовський сільський округ | -          | 1506                   | 1250                   | 1069                   | 759                    | Миролюбовка | 2               |
| Палатцинський сільський округ  | -          | 3162                   | 2327                   | 1486                   | 660                    | Палатци     | 4               |
| Самарський сільський округ     | -          | 9259                   | 8174                   | 6885                   | 6195                   | Самарське   | 3               |
| Сарибельський сільський округ  | -          | 1901                   | 1538                   | 1087                   | 533                    | Сарибел     | 2               |

## Найбільші населені пункти
Населені пункти з чисельністю населення понад 1000 осіб:
| № | Населений пункт | Населення, осіб (1989) | Населення, осіб (1999) | Населення, осіб (2009) | Населення, осіб (2021) |
| - | --------------- | ---------------------- | ---------------------- | ---------------------- | ---------------------- |
| 1 | Самарське       | 8541                   | 7529                   | 6526                   | 5948                   |